# Adolf Springer (Architekt)
Adolf Springer (* 5. September 1886 in Strehlen; † 20. September 1978 in Hannover) war ein deutscher Architekt.

## Leben

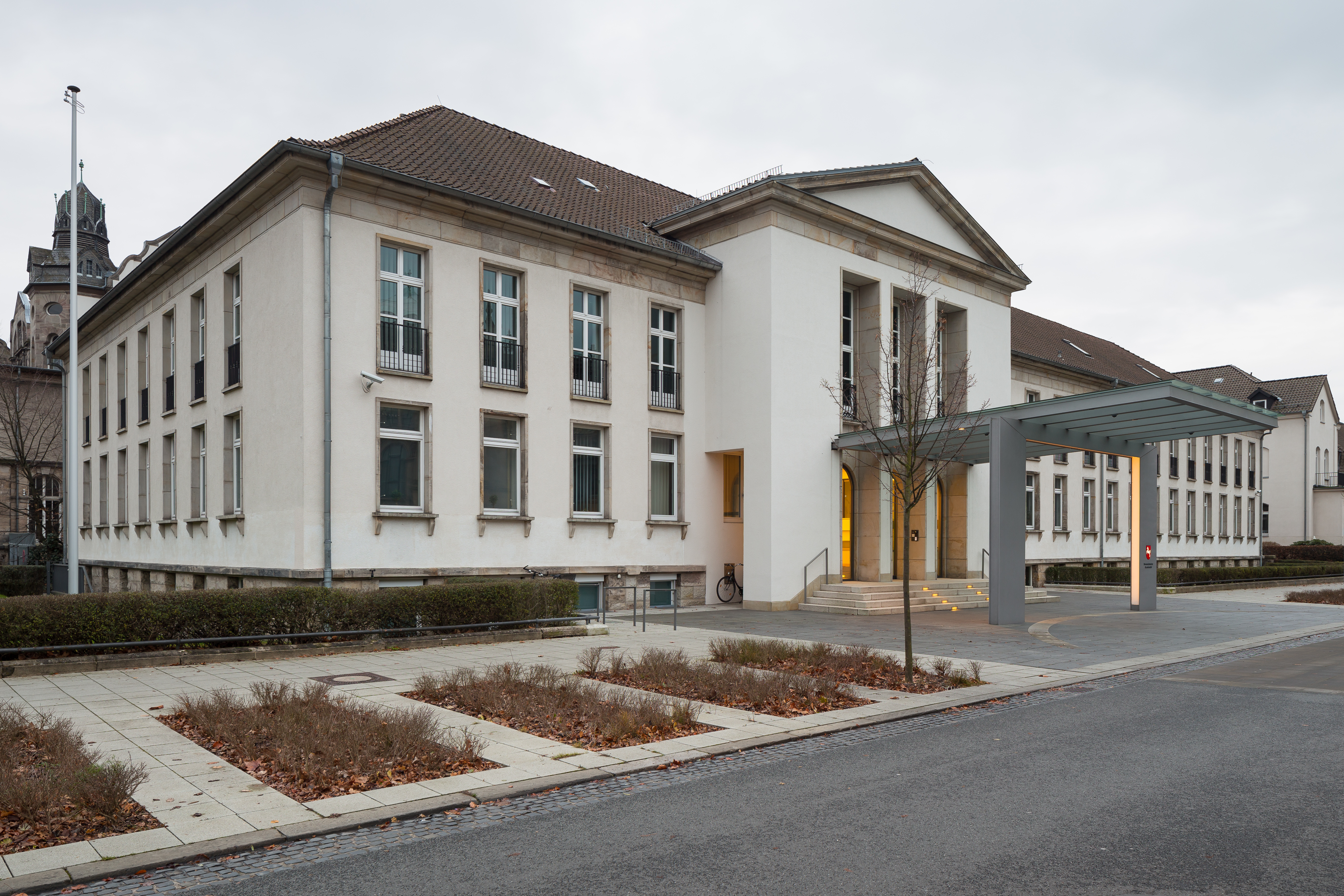
Der von Springer 1935 errichtete Verwaltungsbau für die Firma J. H. Lerch, heute Sitz der Niedersächsischen Staatskanzlei

Geboren in Schlesien zur Zeit des Deutschen Kaiserreichs, verbringt Adolf Springer seine Lehr- und Ausbildungszeit in Hannover, und dort unter anderem im Büro des Architekten Wilhelm Mackensen.
Mitten im Ersten Weltkrieg wurde Springer 1917 Mitglied der Hannoverschen Bauhütte.
Zur Zeit der Weimarer Republik trat Springer dem Bund Deutscher Architekten (BDA) bei und zählte – nach der Zeit des Nationalsozialismus und den Luftangriffen auf Hannover im Zweiten Weltkrieg – schon unter den Britischen Militärbehörden im Jahr 1946 zu den Wiederbegründern des BDA, die ihn später – 1967 – zu ihrem Ehrenmitglied ernennt.
Zudem wirkte Adolf Springer als Mitglied im Wettbewerbs-Ausschuss des BDA sowie im Bauausschuss der Landeshauptstadt Hannover.

## Werke (Auswahl)
Neben verschiedenen Wohnhausbauten, unter anderem am Altenbekener Damm sowie in Döhren und Linden schuf Adolf Springer unter anderem folgende Bauten:
- 1921, gemeinsam mit Wilhelm Mackensen und Fritz Torno: Gebäude der Commerzbank, Theaterstraße 11/12;[1]
- 1927–1930, gemeinsam mit Alexander Kölliker und Wilhelm Fricke: verschiedenen Gebäude in der Gartenstadt Kleefeld;[1]
- 1929, gemeinsam mit Alexander Kölliker: Weltspiele (1994 abgebrochen), Georgstraße Ecke Kleine Packhofstraße;[1]
- 1929, später nochmals 1949: Palast-Lichtspiele, Bahnhofstraße 5;[1]
- 1935: Verwaltungsgebäude im Stil des Neoklassizismus für den Technik-Großhandel J. H. Lerch, Planckstraße 2/3, der spätere Sitz der Niedersächsischen Staatskanzlei;[2]
- 1935–1936: Ernst-Grote-Haus, Breite Straße, Hannover[3]
- 1936: Maschsee-Gaststätte am Nordufer des Maschsees, 1970 abgebrochen;[1]
- 1950: Wiederaufbau der Niedersachsenhalle;[1]
- 1955, zusammen mit Friedel Steinmeyer: Thuringia-Haus, Friedrichswall 10 (abgebrochen 1998);[1]
- 1958: Haus Stallmach, Georgstraße Ecke Limburgstraße (das Gebäude wurde 1999 verändert).[1]